# Dacrydium gracile
Dacrydium gracile — вид хвойних рослин родини подокарпових.
Видовий епітет вказує на тонке, вузьке листя.

## Опис
Дерево 7-30 м заввишки, до 40 см діаметром. Кора луската, зовні темно-коричнева. Листки молодих дерев, принаймні, 12 мм завдовжки, ланцетні, шириною до 0.4 мм, біля основи товщиною 0.2 мм. Дорослих дерев листки загострені, довжиною 3-9 мм, трикутні в поперечному перерізі, шириною 0.4 мм, товщиною 0.2 мм. Пилкові шишки 6-7 мм в довжину і 2 мм в діаметрі. Насіння одне в шишці, довжиною 3—3.5 мм, вкрите наполовину, блискучого від чорного до темно-коричневого кольору.

## Поширення, екологія
Країни поширення: Малайзія (Сабах, Саравак). Це дерево зустрічається розкидано по більш низьких гірських лісах (950-1800 м над рівнем моря). Зазвичай пов'язаний з хвойних Agathis borneeensis, Podocarpus laubenfelsii, Sundacarpus amarus, Falcatifolium falciforme, Nageia wallichiana, Dacrycarpus на ґрунтах, бідних поживними речовинами; в штаті Саравак на пісковику.

## Використання
Використання  не зафіксовано для даного виду; передбачається, що його деревина цінна, як і інших видів з роду, які виростають у високі лісові дерева. 

## Загрози та охорона
Вид охороняється в Національному парку гора Кінабалу, але поза цією території, вид може вирубуватися.